# Landesbank der Rheinprovinz
Die Landesbank der Rheinprovinz (bis 1871 Rheinische Provinzial-Hülfskasse) war ab 1854 ein Kreditinstitut in der Rheinprovinz. Es handelt sich um eines der Vorgängerinstitute der WestLB.

## Geschichte

### Rheinische Provinzial-Hülfskasse
Die Rheinische Provinzial-Hülfskasse nahm am 7. Februar 1854 ihre Geschäftstätigkeit in Köln mit einem Gründungskapital von 400.000 Talern auf der Grundlage der Satzung vom 24. November 1853 auf. Ihr erster Geschäftssitz befand sich im seit 22. November 1832 genutzten Regierungsgebäude in der Kölner Zeughausstraße. Sie hatte als erste gemeinnützige Bank die Aufgabe, „Anstalten, Gemeindebauten oder gewerbliche Unternehmen durch Darlehen zu unterstützen, Gemeindeschulden zu tilgen und das Sparkassenwesen durch Annahme von Spargeldern zu fördern“.
Seit September 1871 führte der rheinische Provinziallandtag in Düsseldorf die Aufsicht über die Kölner Hülfskasse. Dazu gründete er einen Ausschuss, der als Provinzialverwaltungsrat mit Sitz in Düsseldorf über die Geschäfte der Hülfskasse wachte. Das führte am 10. Juli 1877 zur Verlegung des Geschäftssitzes der Hülfskasse von Köln nach Düsseldorf gegen den Widerstand des Vorstandes, da dieser den Wirtschaftsstandort Köln als Wirtschafts- und Bankenzentrum schätzte. Zu jener Zeit waren im Kölner Bankwesen zahlreiche, auch überregional tätige Kreditinstitute wie das Bankhaus Sal. Oppenheim (gegründet 1789; seit 1798 in Köln), das Bankhaus J. H. Stein (1790), der A. Schaaffhausen’scher Bankverein (1791) oder das Bankhaus A. Levy & Co. (1858) tätig.

### Landesbank der Rheinprovinz

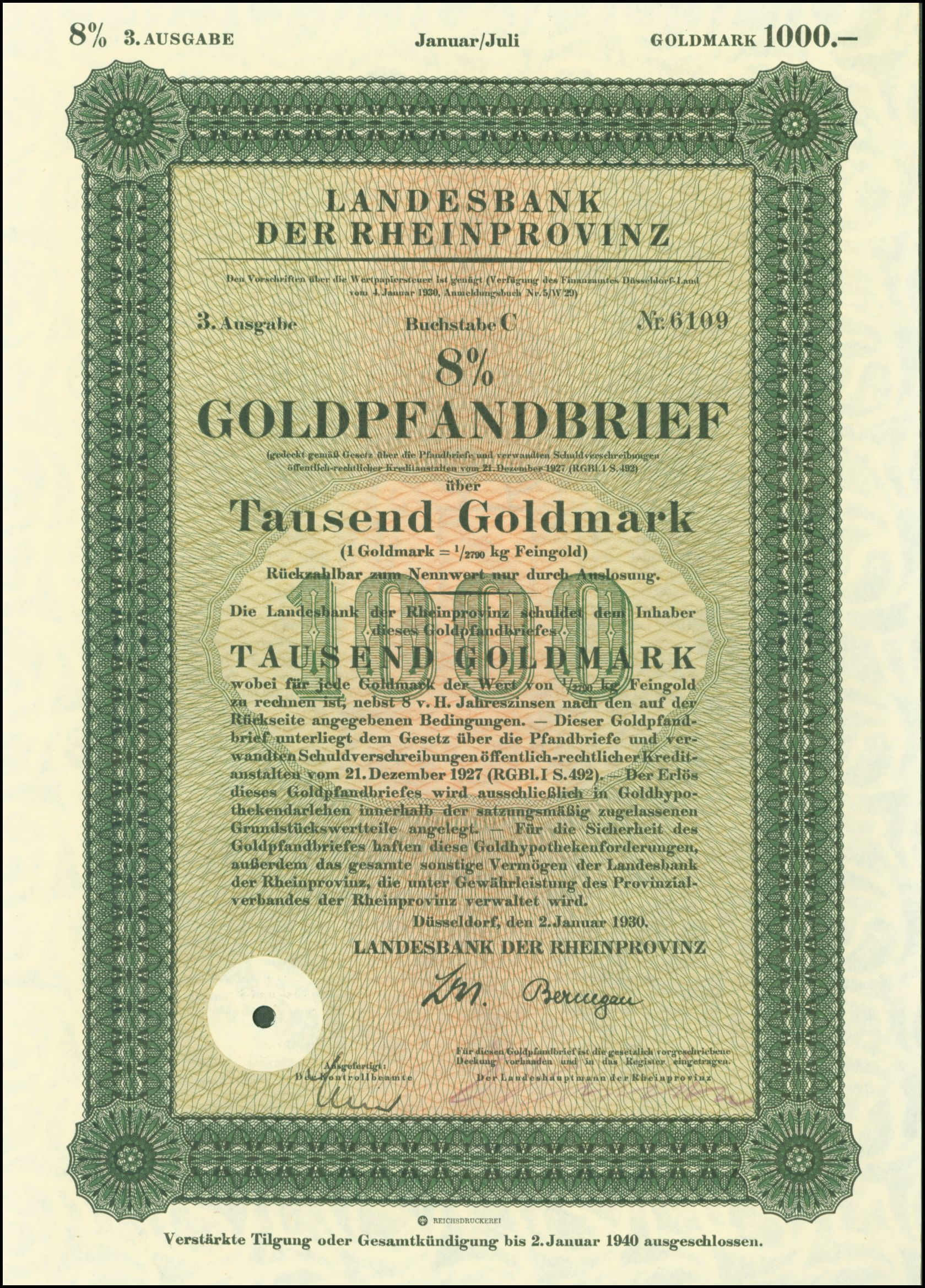
Pfandbrief über 1000 Goldmark der Landesbank der Rheinprovinz vom 2. Januar 1930

Aus dem Düsseldorfer Institut ging im Februar 1888 die Landesbank der Rheinprovinz hervor. Am 1. November 1919 gründete diese Landesbank der Rheinprovinz eine Filiale in Köln mit Hans Dittmer, einem früheren Reichsbankbeamten, als Vorstand. Aus einer Pressenotiz vom Juli 1931 kann entnommen werden, dass die Landesbank „insgesamt den Gemeinden und Kommunalverbänden der Rheinprovinz an langfristigen und kurzfristigen Krediten 678 Millionen RM gegeben hat. Die Stadt Köln hat insgesamt erhalten 78 Millionen RM (11,51 %) der gesamten Kredite.“ In jener Zeit der deutschen Bankenkrise war auch die Landesbank dem ab Mai 1931 einsetzenden starken Einlagenabzug nicht mehr gewachsen. Da sie gleichzeitig in großem Umfang kurzfristige Kommunalkredite gewährt hatte und die illiquiden Kommunen diese Kredite nicht mehr zurückzahlen konnten, musste die Landesbank der Rheinprovinz am 11. Juli 1931 ihre Zahlungen einstellen. Die Funktion der Girozentrale ging deswegen im August 1931 auf eine in Köln errichtete Zweigstelle der Deutschen Girozentrale (DGZ) über, deren Leitung im Oktober 1931 Fritz Butschkau übernahm. Die Kölner DGZ-Zweigstelle rekrutierte das Personal der bisherigen Landesbank und erhielt von der Reichsbank Liquiditätshilfen in Höhe von 100 Millionen Reichsmark, die sie vorwiegend an die Sparkassen weiterleitete. Die Zweigstelle der DGZ stand 1934 im Zeichen zunehmender Geschäftstätigkeit, wobei der überwiegende Teil ihrer Einlagen den rheinischen Sparkassen zufloss. Nach der Sanierung der Kölner DGZ-Zweigstelle trat Butschkau im April 1935 in das Direktorium der neu gegründeten Rheinischen Girozentrale und Provinzialbank in Düsseldorf ein, deren Vorstandsvorsitz er 1945 übernahm. Diese Bank war Rechtvorgängerin der heutigen WestLB.